# Belgische Gouden Schoen 1972
De verkiezing van de Belgische Gouden Schoen 1972 werd in 1973 gehouden. Christian Piot won deze voetbalprijs voor de eerste keer. Hij was de derde speler van Standard Luik die de trofee veroverde en bovendien de derde doelman op de erelijst van de Gouden Schoen.

## De prijsuitreiking
Christian Piot mocht eind jaren 60 in de voetsporen treden van Jean Nicolay, de doelman van Standard Luik die in 1964 de Gouden Schoen had gewonnen. Piot werd de absolute nummer 1 van Standard en zette de uitstekende keeperstraditie van de club verder. De 25-jarige doelman had een belangrijk aandeel in de drie landstitel die de Rouches tussen 1969 en 1971 veroverden.
De Waalse doelman had in 1972 bovendien ook deelgenomen aan het EK in België. Piot was ook bij de nationale ploeg een belangrijke pion. Dat leverde hem na enkele ereplaatsen in 1973 de Gouden Schoen op. 

## Top 5
| Nr. | Land               | Naam            | Club(s)        | Punten |
| --- | ------------------ | --------------- | -------------- | ------ |
| 1.  | Vlag van België    | Christian Piot  | Standard Luik  | 246    |
| 2.  | Vlag van België    | Maurice Martens | Racing White   | 194    |
| 3.  | Vlag van België    | Jean Thissen    | Standard Luik  | 158    |
| 4.  | Vlag van België    | Paul Van Himst  | RSC Anderlecht | 94     |
| 5.  | Vlag van Nederland | Rob Rensenbrink | RSC Anderlecht | 91     |

1954 · 
1955 · 
1956 · 
1957 · 
1958 · 
1959 · 
1960 · 
1961 · 
1962 · 
1963 · 
1964 · 
1965 · 
1966 · 
1967 · 
1968 · 
1969 · 
1970 · 
1971 · 
1972 · 
1973 · 
1974 · 
1975 · 
1976 · 
1977 · 
1978 · 
1979 · 
1980 · 
1981 · 
1982 · 
1983 · 
1984 · 
1985 · 
1986 · 
1987 · 
1988 · 
1989 · 
1990 · 
1991 · 
1992 · 
1993 · 
1994 · 
1995 · 
1996 · 
1997 · 
1998 · 
1999 · 
2000 · 
2001 · 
2002 · 
2003 · 
2004 · 
2005 · 
2006 · 
2007 · 
2008 · 
2009 · 
2010 · 
2011 · 
2012 · 
2013 · 
2014 · 
2015 · 
2016 · 
2017 ·
2018 ·
2019 ·
2020 ·
2022 ·
2023 ·
2024